# ستيف براون (مقدم تلفزيوني)
ستيف براون (بالإنجليزية: Steve Brown)‏ هو مقدم تلفزيوني بريطاني، ولد في 2 يونيو 1981 في اتشثام ‏ في المملكة المتحدة.